# Львівський провулок (Житомир)
Львівський провулок — провулок у Богунському районі міста Житомира.

## Характеристики
Провулок розташований в центральній частині міста. Бере початок від Покровської вулиці. Прямує на північний захід. Завершується глухим кутом поряд з будинком № 7 по майдану Перемоги.

## Історія
Провулок та його забудова почали формуватися у другій половині XVIII століття. До другої половини ХІХ століття був довшим та з'єднував вулиці Київську й Торговиця (нині частина майдану Перемоги), будучи Г-подібним на мапі. Перша назва, відома з 1781 року до другої половини ХІХ століття — Багниста вулиця. Біля перехрестя з вулицею Торговиця розташовувалося невеличке озеро, з якого витікала річка Рудавка.
Первинна садибна забудова переважно сформувалася до середини ХІХ століття.
Внаслідок втілення в життя генерального плану з коригуваннями, якими передбачалася радіально-відцентрова система планування міста, утворена рядами радіальних та поперечних вулиць, у другій половині ХІХ століття Багниста вулиця втратила свою роль, перетворившись на провулок, що отримав назву Хаботінський, який опинився всередині кварталу між новопрокладеними вулицями, що нині відомі як Покровська та Михайла Грушевського, а також східною межею новорозпланованого майдану Перемоги. Початок провулка (від Київської вулиці) протягом другої половини ХІХ століття був забудований. Тому початок провулка виведено до Великої Петербурзької (нині Покровської) вулиці, паралельно до новопрокладеної Львівської вулиці, що отримала тоді назву Мала Петербурзька. Тоді ж Хаботінський провулок об'єднано з Малою Петербурзькою вулицею як початок цієї вулиці. У 1914 році Малу Петербурзьку перейменовано на Львівську вулицю. У 1929 — 1941; 1943 — 1957 рр. — Комуністична вулиця. У 1941 — 1943 рр. тимчасова назва Віденська вулиця. У 1957 році провулок знову виділений в окремий топонімічний об'єкт — Львівський провулок.
Частка історичної малоповерхової забудови провулка не збереглася, а також зменшилася протяжність провулка (провулок втратив вихід до майдану Перемоги) внаслідок забудови кварталу багатоповерховими житловими будинками у 1960-х роках.